# Łopiennik Dolny
Łopiennik Dolny [pronunciación en polaco: /wɔˈpjɛnnik ˈdɔlnɨ/] es un pueblo ubicado en el distrito administrativo de Gmina Łopiennik Górny, dentro del Condado de Krasnystaw, Voivodato de Lublin, en Polonia oriental. Se encuentra aproximadamente a 5 kilómetros al este de Łopiennik Górny, a 8 kilómetros al noroeste de Krasnystaw, y a 44 kilómetros al sureste de la capital regional Lublin.